# اثر پیگو
در اقتصاد، اثر پیگو (Pigou Effect) محرک  تولید و اشتغال ناشی از افزایش مصرف بر اثر افزایش موجودی واقعی ثروت، به ویژه در زمان افت قیمت است. این اصطلاح در سال ۱۹۴۸ توسط  دون پاتینکین به نام  آرتور سسیل پیگو، نامگذاری شد.
ثروت حقیقی توسط  آرتور سیسیل پیگو به عنوان مجموع عرضه پول و اوراق قرضه دولتی تقسیم شده براساس سطح قیمت تعریف شده‌است. او استدلال کرد که نظریه عمومی کینز در تعیین نکردن پیوندی از «تعادل واقعی» به مصرف جاری ناقص است و گنجاندن چنین اثر ثروتی باعث می‌شود بیشتر از آنچه که کینز پیش‌بینی کرده بود، اقتصاد برای کاهش تقاضای کل «خود کنترلی» کند. از آنجا که این اثر ناشی از تغییراتی در «تعادل واقعی» است، این نقد کینزیالیسم نیز اثر تعادل واقعی خوانده می‌شود.

## تاریخچه
اثر پیگو برای اولین بار توسط آرتور سسیل پیگو در سال ۱۹۴۳ محبوبیت یافت و در مقاله ای به نام دولت ایستا کلاسیک (Classical Stationary State)در مجله اقتصادی (Economic Journal) منتشر شد. او قبلاً پیوند بین توازن با مصرف را پیشنهاد کرده بود، و  گوتفرید هابرلر سال بعد از انتشار تئوری عمومی مخالفت مشابهی را مطرح کرده بود.
پیرو سنت اقتصاد کلاسیک، پیگو در اکثر موارد طرفدار ایده «نرخ‌های طبیعی» برای بازگشت اقتصاد بود، اگرچه وی تصدیق کرد که قیمت‌های چسبنده ممکن است پس از شوک تقاضا بازهم از بازگشت به سطوح تولید طبیعی جلوگیری کند. پیگو اثر «تعادل واقعی» را مکانیسمی برای ادغام مدلهای کینزی و کلاسیک می‌دانست.

## ادغام با تقاضای کل کینزی
جان کینز استدلال می‌کند که کاهش تقاضای کل می‌تواند همزمان هم اشتغال و هم قیمت را کاهش دهد، اتفاقی که در رکود تورمی مشاهده شده‌است. در چارچوب IS-LM اقتصاد کینزی که توسط جان هیکس رسمیت یافته‌است، شوک تقاضای کل منفی منحنی IS را به سمت چپ تغییر می‌دهد. در نتیجه، کاهش همزمان دستمزد و قیمت، منحنی LM را به دلیل افزایش عرضه پول واقعی تغییر می‌دهد - این به عنوان اثر کینز رجوع می‌شود. اثر پیگو به نوبه خود با کاهش تقاضای کل، از طریق افزایش موجودی واقعی جاری و افزایش هزینه‌ها از طریق اثر درآمدی، مقابله می‌کند، بنابراین منحنی IS را به سمت راست سوق می‌دهد.

## فرضیه پیگو و دام نقدینگی
اقتصاد در دام نقدینگی نمی‌تواند از محرک پولی برای افزایش تولید استفاده کند زیرا ارتباط چندانی بین درآمد شخصی و تقاضای پول وجود ندارد. جان هیکس فکر کرد که این ممکن است دلیل دیگری (همراه با قیمت‌های چسبنده) برای بیکاری مداوم بالا باشد. با این حال، اثر پیگو، مکانیسمی را برای اقتصاد فرار از دام ایجاد می‌کند:
1. با افزایش بیکاری،
2. سطح قیمت کاهش می‌یابد،
3. که تعادل واقعی را افزایش می‌دهد،
4. و بنابراین مصرف افزایش می‌یابد،
5. که مجموعه متفاوتی از منحنی‌های IS را در نمودار IS-LM ایجاد می‌کند، و منحنی‌های LM را بالاتر از آستانه نرخ بهره پایین از دام نقدینگی عبور می‌کند.
6. سرانجام، اقتصاد با اشتغال کامل به سمت تعادل جدید حرکت می‌کند.

پیگو به این نتیجه رسید که تعادل با اشتغال زیر نرخ اشتغال کامل (نرخ طبیعی کلاسیکی) فقط در صورت چسبناک بودن قیمت‌ها و دستمزدها ممکن است رخ دهد.

## انتقاد کالچکی از اثر پیگو
اثر پیگو از  میشائی کالچکی مورد انتقاد قرار گرفت زیرا «تعدیل مورد نیاز باعث افزایش واقعی بدهی‌ها به طور فاجعه آمیز خواهد شد، و در نتیجه منجر به ورشکستگی عمده فروشی و یک بحران اعتماد به نفس خواهد شد.»

## اثر پیگو و ژاپن
اگر اثر پیگو همیشه به شدت عمل کند ، انتظار می‌رود سیاست بانک ژاپن مبنی بر نرخ بهره اسمی تقریباً صفر، تقلیل سطح قیمت‌ها در ژاپن در دهه ۱۹۹۰ زودتر پایان یابد.
شواهد بارز دیگر علیه اثر پیگو در ژاپن ممکن است دوره طولانی رکود هزینه‌های مصرف‌کننده باشد در حالی که قیمت‌ها در حال کاهش است. پیگو فرض کرد که کاهش قیمت باعث می‌شود مصرف‌کنندگان احساس ثروتمندی کنند (و هزینه‌ها را افزایش دهند) اما مصرف‌کنندگان ژاپنی تمایل داشتند گزارش دهند که ترجیح می‌دهند خریدها را به تأخیر بیندازند، به امید آنکه قیمت‌ها بیشتر کاهش یابد.

## بدهی دولت و اثر پیگو
رابرت باررو تصریح کرد که به دلیل  تعادل ریکاردی در حضور انگیزه ارث، وقتی دولت برای آنها اوراق قرضه صادر می‌کند، مردم فکر نمی‌کنند ثروتمندتر هستند، زیرا کوپن‌های اوراق قرضه دولتی باید از افزایش مالیات آینده پرداخت شود. بنابراین، وی استدلال کرد که در سطح اقتصاد خرد، با سهم بدهی که از طرف دولت ملی گرفته شده، سطح ذهنی ثروت کاهش می‌یابد. در نتیجه اوراق قرضه نباید به عنوان بخشی از ثروت خالص در سطح کلان در نظر گرفته شود. این بدان معنی است که هیچ راهی برای دولت وجود ندارد که با انتشار اوراق قرضه «اثر پیگو» ایجاد کند، زیرا سطح کل ثروت افزایش نمی‌یابد.